# Det Norske Solistkor
Det Norske Solistkor ist ein norwegischer Chor, der 1949 von Knut Nystedt in Zusammenarbeit mit Kåre Siem als professionelles Ensemble mit hohem Leistungsanspruch gegründet wurde. Der Chor wurde ab 1951 von Nystedt geleitet, der 1990 die Leitung an Grete Pedersen abgab.
Abgesehen vom Opernchor ist „Det Norske Solistkor“ der einzige professionelle Chor in Norwegen. Er absolvierte Tourneen u. a. nach Deutschland, Frankreich und den USA. 1978 besuchte der Chor Korea, Hongkong und Thailand, darüber hinaus China (1982) und Israel (1984 und 1988).
Die Stammbesetzung besteht zurzeit aus 26 Sängern, variiert aber abhängig vom Repertoire.